# Верро, Рудольф Оттович
Рудольф Оттович Верро (Rūdolfs Verro) (07.04.1925 — 17.10.1992) — советский партийный и государственный деятель, секретарь ЦК Компартии Латвии. Член КПСС с 1950 года.
Родился 07.04.1925 в Ауструме.
Участник Великой Отечественной войны.
Окончил Латвийскую сельскохозяйственную академию (1950).
- 1950—1956 инструктор, заведующий отделом Салдусского райкома Компартии Латвии.
- 1956—1960 секретарь Скрундского райкома, председатель Айзпутского райисполкома.
- 1960—1965 заместитель заведующего, заведующий сельскохозяйственным отделом ЦК Компартии Латвии.
- 1965—1974 секретарь ЦК Компартии Латвии,
- 1974—1983 первый заместитель Председателя Совета Министров Латвийской ССР.
- 1983—1985 постоянный представитель Совета Министров Латвийской ССР при Совете Министров СССР.

С 1985 года — на пенсии.
Член ЦК Компартии Латвии. Делегат XXIV и XXVI съездов КПСС. Избирался депутатом Верховного Совета Латвийской ССР шестого, седьмого, восьмого, девятого и 11-го созывов.
Заслуженный работник сельского хозяйства Латвийской ССР. Награждён орденом Отечественной войны II степени (06.04.1985).